# Ted Lasso
Production
Diffusion
Ted Lasso est une série télévisée américaine de comédie sportive créée par Bill Lawrence, Jason Sudeikis, Brendan Hunt (en) et Joe Kelly, diffusée depuis le 14 août 2020 à l'international sur Apple TV+.
La série suit les hauts et les bas d'une équipe de football de Premier League, dont le nouvel entraîneur Ted Lasso, interprété par Jason Sudeikis, ne semble pas crédible.
La série reçoit dans l'ensemble de très bonnes critiques et a été récompensée lors de cérémonies notamment pour le rôle de meilleur acteur masculin, attribué à Jason Sudeikis pour son rôle de Ted Lasso.

## Synopsis

### Saison 1
L'entraîneur de football américain Ted Lasso (Jason Sudeikis) est recruté par Rebecca Welton (Hannah Waddingham), la propriétaire de l'AFC Richmond (équipe fictive), pour entraîner son équipe de football, bien qu'il n'ait aucune expérience dans ce sport. L'objectif de Rebecca est de se venger de son ex-mari, Rupert Mannion. Le nouvel entraîneur tente de se faire accepter et de combler ses lacunes sportives par son optimisme, sa détermination et des biscuits.

### Saison 2
Durant la deuxième saison, l'équipe cherche à améliorer ses performances pour monter en Premier League. Pour y parvenir, elle va travailler sur elle-même, ainsi, le docteur Sharon Fieldstone (Sarah Niles), psychologue, vient s'installer à l'AFC Richmond, tandis que Ted essaie de nouvelles méthodes d'entraînement pour arrêter de faire des matchs nuls et améliorer la cohésion de l'équipe.

### Saison 3
L'AFC Richmond est de retour en Premier League mais tous les observateurs et la presse les voient finir bon dernier. Nate Shelley est devenu entraîneur de West Ham, à la suite de l'arrivée de Rupert Mannion en tant que propriétaire. Ted reste malgré tout optimiste pour réussir cette saison malgré les complications rencontrées au sein de l'équipe. Le club parvient à recruter l'attaquant super star Zava, après son départ de la Juventus. Keeley et Roy vivent des moments compliqués dans leur couple, alors que la première lance sa propre entreprise.

### Saison 4
Le 14 mars 2025, la plateforme de diffusion Apple TV+ annonce le retour de la série avec une quatrième saison. La plateforme n'a toutefois pas indiqué la date prévue pour ce retour et n'a publié aucun synopsis des épisodes à venir.

## Distribution
Sauf indication contraire, les informations mentionnées dans cette section peuvent être confirmées par la base de données cinématographiques IMDb,  présente dans la section « Liens externes ».

### Acteurs principaux
- Jason Sudeikis (VF : Constantin Pappas) : Theodore « Ted » Lasso
- Hannah Waddingham (VF : Véronique Augereau) : Rebecca Welton
- Brendan Hunt (en) (VF : Loïc Houdré) : l'entraîneur Willis Beard
- Nick Mohammed (VF : Stéphane Marais) : Nathan « Nate » Shelley
- Jeremy Swift (VF : Jean Rieffel) : Higgins
- Juno Temple (VF : Julia Boutteville) : Keeley Jones
- Phil Dunster (en) (VF : Romain Altché) : Jamie Tartt
- Brett Goldstein (VF : Fabrice Lelyon) : Roy Kent
- Toheeb Jimoh (en) (VF : Mike Fédée) : Samuel « Sam » Obisanya (saison 3, récurrent saisons 1-2)
- Sarah Niles (VF : Laurence Mongeaud) : Dr Sharon Fieldstone (saison 2, invitée saison 3)
- Anthony Head (VF : Marc Bretonnière) : Rupert Mannion (saison 3, récurrent saison 1, invité saison 2)
- James Lance (VF : Mario Bastelica) : Trent Crimm (saison 3, récurrent saisons 1-2)
- Kola Bokinni (en) (VF : Jean-Luc Atlan) : Isaac McAdoo (saison 3, récurrent saisons 1-2)
- Cristo Fernández (en) (VF : Cédric Ingard) : Dani Rojas (saison 3, récurrent saisons 1-2)
- Billy Harris (en) : Colin Hughes (saison 3, récurrent saisons 1-2)

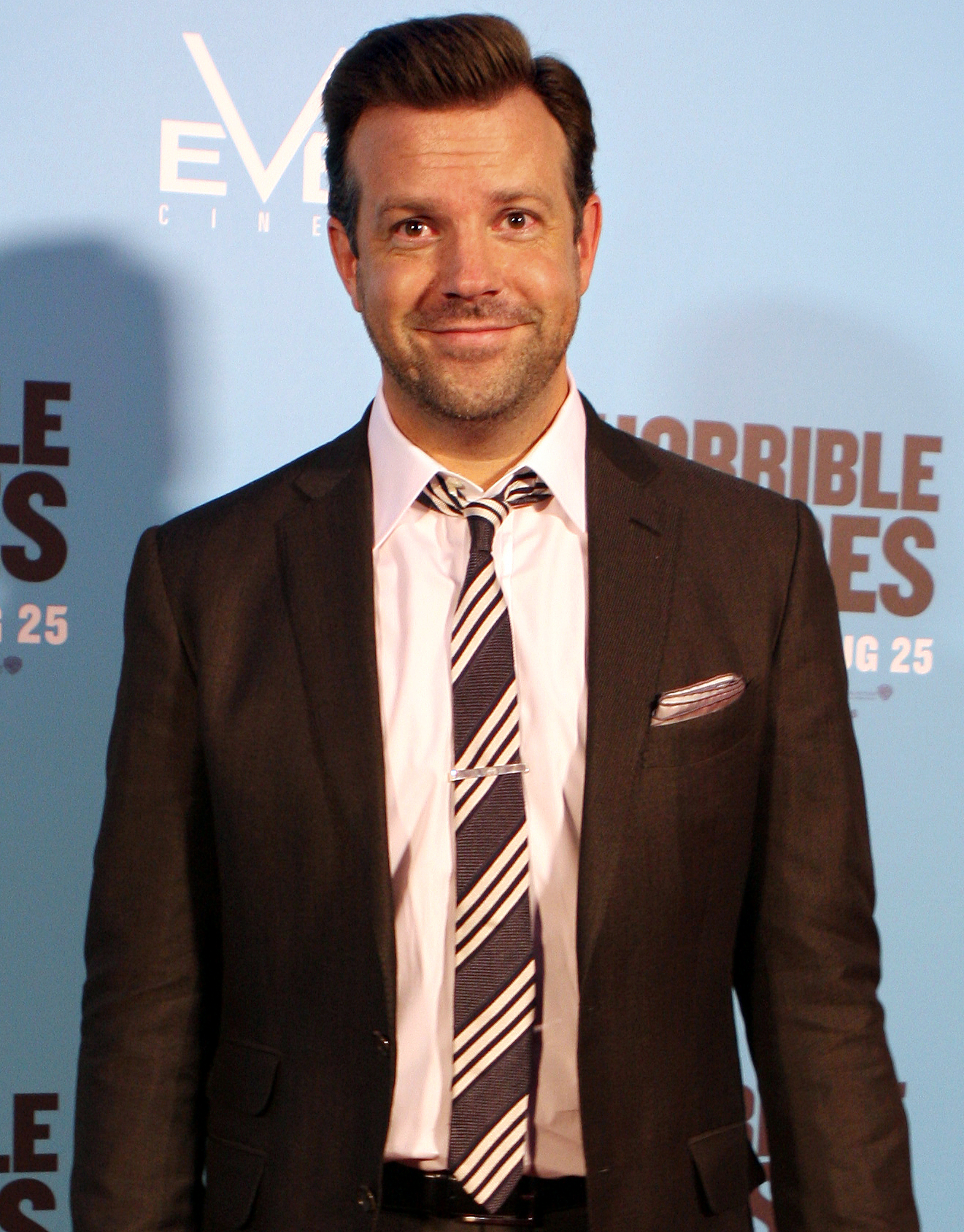
Jason Sudeikis interprète Ted Lasso.
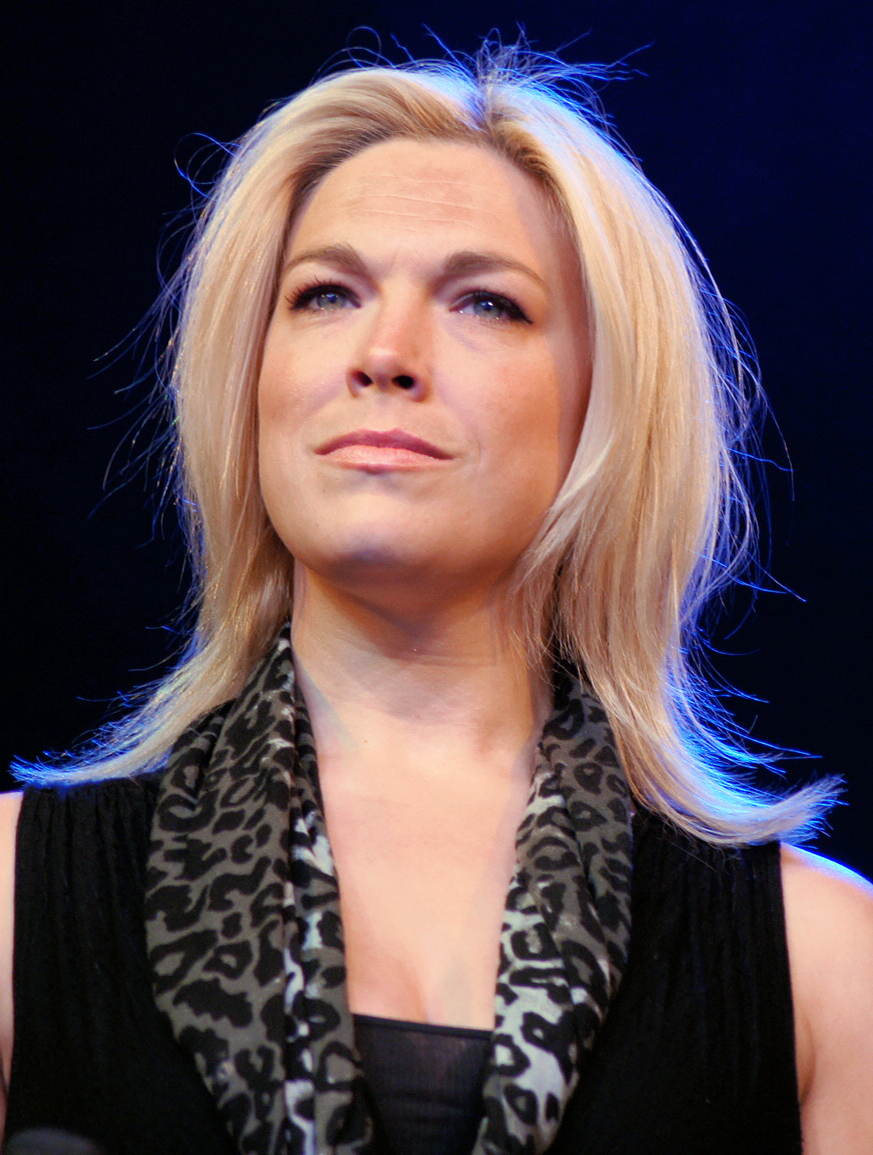
Hannah Waddingham interprète Rebecca Welton.
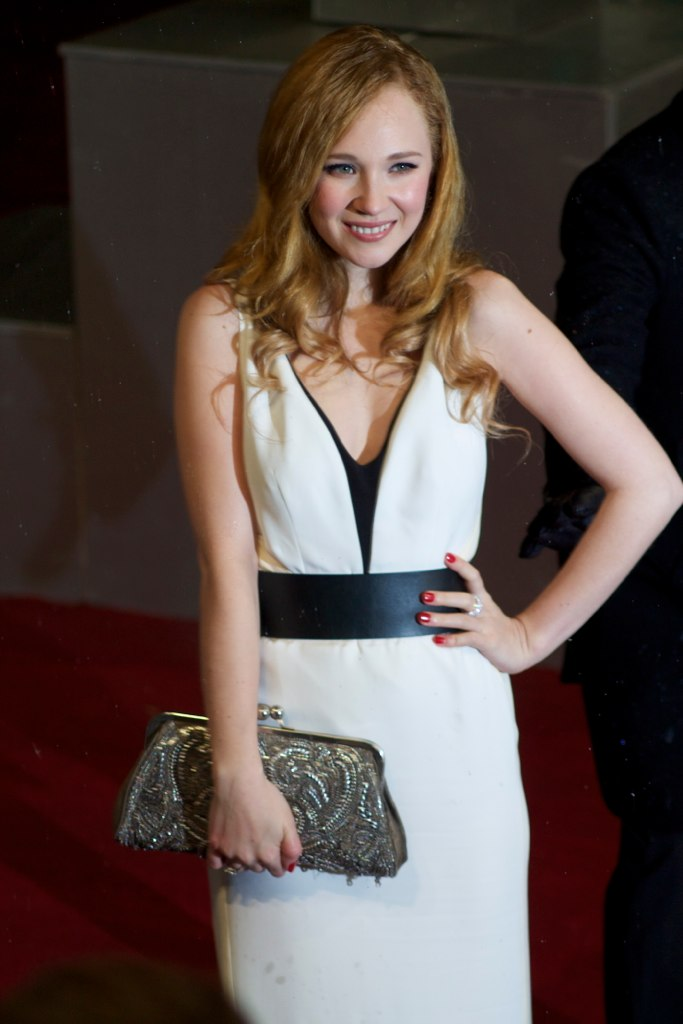
Juno Temple interprète Keeley Jones.

### Acteurs récurrents
- Stephen Manas (en) (VF : Grégory Kristoforoff) : Richard Montlaur
- Adam Colborne (VF : Grégory Kristoforoff) : Baz
- Bronson Webb (en) : Jeremy
- Kevin Garry (VF : Sourou Ouadodji) : Paul La Fleur
- Annette Badland (VF : Bénédicte Charton) : Mae
- Moe Jeudy-Lamour (en) (VF : Sourou Ouadodji) : Thierry Zoreaux
- Keeley Hazell (VF : Charlotte Junière) : Bex (saison 1, invitée saisons 2-3)
- Andrea Anders (VF : Emmanuelle Bodin) : Michelle Lasso (saison 3, invitée saisons 1-2)
- Ellie Taylor (VF : Laurence Dourlens) : Flo « Sassy » Collins
- Elodie Blomfield (VF : Émilie Marié) : Phoebe (saisons 2-3, invitée saison 1)
- Phoebe Walsh : Jane Payne (saison 2, invitée saisons 1 et 3)
- Charlie Hiscock : Will Kitman (saison 2)
- David Elsendoorn (VF : Ronan Rivet) : Jan Maas (saison 2)
- Kiki May : Nora (saison 2)
- Ruth Bradley (VF : Emmanuelle Bodin) : Mme Bowen (saison 2, invitée saison 3)
- Mohammed Hashim : Moe Bumbercatch (saisons 2-3)
- Jodi Balfour : Jack (saison 3)
- Maximilian Osinski (en) (VF : Yann Sundberg) : Zava (saison 3)
- Katy Wix (en) : Barbara (saison 3)
- Spencer Jones (en) : Deryck (saison 3)
- Matteo Van der Grijn : l'inconnu d'Amsterdam (saison 3)

### Invités
- Arlo White (en) : lui-même (saison 1-3)
- Chris Powell : lui-même (saison 1-3)
- Fleur East : elle-même (saison 2)
- Ian Wright : lui-même (saison 2)
- Thierry Henry (VF : Sourou Ouadodji) : lui-même (saison 2)
- Gary Lineker : lui-même (saison 2)
- Pep Guardiola (VF : Gilles Sallé) : lui-même (saison 3)
- Mike Dean : lui-même (saison 3)
Version française
  -  Adaptation des dialogues : Caroline Tishker et Émeline Bruley

 Source et légende : version française (VF) sur RS Doublage

## Production

### Développement
En octobre 2019, Apple TV+ commande la série ; elle sera co-créée par Jason Sudeikis et Bill Lawrence, en collaboration avec Brendan Hunt et Joe Kelly.
Le 19 août 2020, la série est renouvelée pour une deuxième saison de dix épisodes, soit 5 jours après le début de la diffusion de la première saison. Le 28 octobre suivant, Apple TV+ annonce le renouvellement de la série pour une troisième saison,, notamment grâce au succès et aux bonnes critiques reçus par la première.
En décembre 2020, Bill Lawrence indique que la série ne devrait pas durer plus de trois saisons, affirmant que son histoire a été pensée en ce sens. Il fait aussi remarquer que Jason Sudeikis (l'acteur principal) a de jeunes enfants et que le tournage en Angleterre est une contrainte étant donné qu'il vit avec sa famille aux États-Unis.
Cependant, le 4 février 2021 lors d'une interview accordée à Deadline, Bill Lawrence annonce n'avoir aucune idée de combien de temps durera encore la série, utilisant alors l'enthousiasme du personnage de Ted Lasso pour affirmer que tant que cela sera amusant, la série pourra continuer.
Plus tard, en février il fut dévoilé que la seconde saison devait initialement compter dix épisodes mais que celle-ci serait étendue à douze épisodes.
Le 20 avril 2021, lors de l'événement printanier d'Apple, il fut annoncé que la saison 2 débuterait le 23 juillet suivant.
En juin 2021, Jason Sudeikis confirma que la série devait initialement durer trois saisons maximum mais qu'au vu de sa popularité, il ne serait pas impossible que celle-ci fût prolongée pour d'autres saisons supplémentaires.
À la mi-septembre suivante, il fut révélé que les épisodes Le chœur à l'ouvrage et la La folle nuit de Beard étaient les deux épisodes développés lorsque la deuxième saison avait été rallongée de deux épisodes, s'inscrivant dans la continuité de celle-ci, mais sans grand impact sur les intrigues des épisodes déjà écrits,.
En octobre 2021, Apple TV+ conclut avec la Premier League un accord de licence d'une valeur d'environ 500 000 £ (soit environ 590 000 €) pour que la série présente les logos, les kits et le trophée de la ligue à partir de la troisième saison,.

### Tournage
Le tournage de la première saison n'a pas été perturbé par la pandémie de Covid-19 ; cependant, Apple TV+ n'a pas précisé si celle-ci avait retardé sa post-production.
Le tournage de la deuxième saison a débuté le 15 janvier 2021 à Londres et Richmond.
Le 4 février 2021, à la suite des nominations de la série aux SAG Awards, Golden Globes et WGA Awards, Bill Lawrence accorde une courte interview à Deadline et déclare être reconnaissant de pouvoir travailler en cette période de pandémie, désignant alors les tournages de séries comme celles de science-fiction notamment de la nécessité d'équipements de protection personnelle et de la distanciation physique, lesquels vont à l'encontre de l'esprit amical et de proximité de Ted Lasso. En parallèle des déclarations du co-créateur de la série, Deadline dévoile également que Ted Lasso est à environ « un tiers de la production » de sa deuxième saison.
Le tournage de la deuxième saison s'est terminé le 4 juin 2021.
En août 2021, il est dévoilé que celui de la troisième saison devrait avoir lieu entre janvier et juin 2022 ; le 7 mars 2022, il est annoncé officiellement que le tournage avait débuté, toujours à Londres et Richmond,.

### Fiche technique
Sauf indication contraire, les informations mentionnées dans cette section peuvent être confirmées par la base de données cinématographiques IMDb,  présente dans la section « Liens externes ».
- Titre original et français : Ted Lasso
- Création : Bill Lawrence, Jason Sudeikis, Brendan Hunt (en) et Joe Kelly
- Réalisation : Tom Marshall, M. J. Delaney, Elliot Hegarty, Declan Lowney et Zach Braff
- Scénario : Brett Goldstein, Brendan Hunt, Joe Kelly, Bill Lawrence, Jason Sudeikis et Phoebe Walsh
- Musique : Marcus Mumford et Tome Howe
- Direction artistique : Paul Cripps
- Décors : Danielle Bayliss ; Iain White (supervision)
- Costumes : Jacky Levy et Charlie Knight
- Photographie : David Rom et John Sorapure
- Montage : Melissa McCoy et A. J. Catoline
- Casting : Theo Park
  - Supervision : Jane Becker, Kip Kroeger et Jamie Lee
  - Consultant : Joe Kelly et Simon Moseley
  - Coproduction : Leann Bowen
  - Production exécutive : Jeff Ingold, Liza Katzer, Bill Lawrence, Jason Sudeikis, Bill Wrubel et Tom Marshall
- Sociétés de production : Ruby's Tuna, Universal Television, Doozer et Warner Bros. Television
- Société de distribution : Apple TV+
- Pays de production :  États-Unis,  Royaume-Uni
- Langue originale : anglais
- Format : couleur - 35 mm - 16/9 - son stéréo
- Genre : Comédie sportive / Sitcom
- Durée : 29 à 46 minutes

## Épisodes
| Saison | Saison | Nombre d'épisodes | Diffusion originale | Diffusion originale |
| Saison | Saison | Nombre d'épisodes | Début de saison     | Fin de saison       |
| ------ | ------ | ----------------- | ------------------- | ------------------- |
|        | 1      | 10                | 14 août 2020        | 2 octobre 2020      |
|        | 2      | 12                | 23 juillet 2021     | 8 octobre 2021      |
|        | 3      | 12                | 15 mars 2023        | 31 mai 2023         |

### Première saison (2020)
La première saison est composée de dix épisodes d'environ 30 minutes, initialement diffusée entre le 14 août 2020 et le 2 octobre.
| No | Titre français                | Titre original               | Réalisé par    | Écrit par                                                | Durée      | Date de sortie    |
| -- | ----------------------------- | ---------------------------- | -------------- | -------------------------------------------------------- | ---------- | ----------------- |
| 1  | Le Pilote                     | Pilot                        | Tom Marshall   | Jason Sudeikis, Bill Lawrence, Brendan Hunt et Joe Kelly | 30 minutes | 14 août 2020      |
| 2  | Les Biscuits                  | Biscuits                     | Zach Braff     | Brendan Hunt et Jason Sudeikis                           | 29 minutes | 14 août 2020      |
| 3  | Trent Crimm : The Independent | Trent Crimm: The Independent | Tom Marshall   | Jane Becker                                              | 30 minutes | 14 août 2020      |
| 4  | C'est pour les enfants        | For the Children             | Tom Marshall   | Jamie Lee                                                | 33 minutes | 21 août 2020      |
| 5  | Marques de bronzage           | Tan Lines                    | Elliot Hegarty | Brett Goldstein                                          | 31 minutes | 28 août 2020      |
| 6  | Deux as                       | Two Aces                     | Elliot Hegarty | Bill Wrubel                                              | 31 minutes | 4 septembre 2020  |
| 7  | Une virée mouvementée         | Make Rebecca Great Again     | Declan Lowney  | Joe Kelly et Brendan Hunt                                | 32 minutes | 11 septembre 2020 |
| 8  | Solidarité masculine          | The Diamond Dogs             | Declan Lowney  | Leann Bowen                                              | 29 minutes | 18 septembre 2020 |
| 9  | Le Grand Pardon               | All Apologies                | MJ Delaney     | Phoebe Walsh                                             | 31 minutes | 25 septembre 2020 |
| 10 | L'espoir, c'est mortel        | The Hope That Kills You      | MJ Delaney     | Joe Kelly et Jason Sudeikis                              | 33 minutes | 2 octobre 2020    |

### Deuxième saison (2021)
La deuxième saison de douze épisodes a commencé sa diffusion le 23 juillet 2021 et s'est achevée en octobre, de 30 à 50 minutes.
| No | Titre français                 | Titre original                   | Réalisé par   | Écrit par                    | Durée      | Date de sortie    |
| -- | ------------------------------ | -------------------------------- | ------------- | ---------------------------- | ---------- | ----------------- |
| 1  | Adieu Earl                     | Goodbye Earl                     | Declan Lowney | Brendan Hunt                 | 34 minutes | 23 juillet 2021   |
| 2  | Lavande                        | Lavender                         | Declan Lowney | Leann Bowen                  | 33 minutes | 30 juillet 2021   |
| 3  | Faire ce qui est juste         | Do the Right-est Thing           | Ezra Edelman  | Ashley Nicole Black          | 36 minutes | 6 août 2021       |
| 4  | Le Chœur à l'ouvrage           | Carol of the Bells               | Declan Lowney | Joe Kelly                    | 30 minutes | 13 août 2021      |
| 5  | Arc-en-ciel                    | Rainbow                          | Erica Dunton  | Bill Wrubel                  | 38 minutes | 20 août 2021      |
| 6  | Le Signal                      | The Signal                       | Erica Dunton  | Brett Goldstein              | 35 minutes | 27 août 2021      |
| 7  | État d'esprit                  | Headspace                        | Matt Lipsey   | Phoebe Walsh                 | 35 minutes | 3 septembre 2021  |
| 8  | Manchester City                | Man City                         | Matt Lipsey   | Jamie Lee                    | 45 minutes | 10 septembre 2021 |
| 9  | La Folle nuit de Beard         | Beard After Hours                | Sam Jones     | Brett Goldstein et Joe Kelly | 43 minutes | 17 septembre 2021 |
| 10 | Zéro mariage et un enterrement | No Weddings and a Funeral        | MJ Delaney    | Jane Becker                  | 46 minutes | 24 septembre 2021 |
| 11 | Train de nuit pour Royston     | Midnight Train to Royston        | MJ Delaney    | Sasha Garron                 | 42 minutes | 1er octobre 2021  |
| 12 | Inverser la pyramide du succès | Inventing the Pyramid of Success | Declan Lowney | Jason Sudeikis et Joe Kelly  | 49 minutes | 8 octobre 2021    |

### Troisième saison (2023)
La troisième saison de douze épisodes est diffusée depuis le 15 mars 2023 et s'acheve en mai 2023 et devient la première série Apple TV+ à être diffusée le mercredi.
| No | Titre français                | Titre original                  | Réalisé par      | Écrit par                                 | Durée      | Date de sortie |
| -- | ----------------------------- | ------------------------------- | ---------------- | ----------------------------------------- | ---------- | -------------- |
| 1  | C'est pas la joie             | Smells Like Mean Spirit         | MJ Delaney (en)  | Leann Bowen (en)                          | 43 minutes | 15 mars 2023   |
| 2  | (Je refuse d'aller à) Chelsea | (I Don't Want to Go to) Chelsea | MJ Delaney (en)  | Sasha Garron                              | 47 minutes | 22 mars 2023   |
| 3  | 4-5-1                         | 4-5-1                           | Destiny Ekaragha | Bill Wrubel                               | 47 minutes | 29 mars 2023   |
| 4  | Grosse semaine                | Big Week                        | Destiny Ekaragha | Brett Goldstein                           | 49 minutes | 5 avril 2023   |
| 5  | Signes                        | Signs                           | Matt Lipsey      | Jamie Lee                                 | 48 minutes | 12 avril 2023  |
| 6  | Tournesols                    | Sunflowers                      | Matt Lipsey      |                                           | 63 minutes | 19 avril 2023  |
| 7  | Les Liens qui nous unissent   | The Strings That Bind Us        | Matt Lipsey      | Phoebe Walsh                              | 57 minutes | 26 avril 2023  |
| 8  | Paris risqués                 | We'll Never Have Paris          | Erica Dunton     | Keeley Hazel & Dylan Marron               | 55 minutes | 3 mai 2023     |
| 9  | Le Vestiaire aux folles       | La Locker Room aux Folles       | Erica Dunton     | Chuck Hayward                             | 44 minutes | 10 mai 2023    |
| 10 | Compétition internationale    | International Break             | Matt Lipsey      | Jane Becker                               | 63 minutes | 17 mai 2023    |
| 11 | École maternelle              | Mom City                        | Declan Lowney    |                                           | 69 minutes | 24 mai 2023    |
| 12 | Au revoir, adieu              | So Long, Farewell               | Declan Lowney    | Brendan Hunt & Joe Kelly & Jason Sudeikis | 75 minutes | 31 mai 2023    |

## Accueil

### Audiences
Selon une estimation de Reelgood, la première saison aurait enregistré de très bonnes audiences, avec plus de 18 % des flux totaux du service de juillet à septembre, malgré un début de diffusion en août.
Le 10 novembre, selon une étude du cabinet d’analyses Parrot Analytics classant les Apple Originals en fonction de leurs popularité au cours des 60 premiers jours, la série aurait pour le moment le 9e meilleur lancement pour une série d'Apple TV+ ; le cabinet souligne : « la série commence réellement à attirer des spectateurs et le bouche-à-oreille semble fonctionner » ; de plus, Parrot Analytics rappelle que la série recevait de très bonnes critiques dans l'ensemble et qu'Apple l'avait déjà renouvelée pour des saisons deux et trois.
Le 10 mars 2021, le site Reelgood dévoile que la série est la quatrième plus vue entre le 5 et le 10 mars 2021 aux États-Unis, et la troisième au Royaume-Uni ;le site précise que le fort retour de la série est en grande partie dû aux récentes récompenses de celle-ci et notamment celle de meilleur acteur dans une série comique aux Golden Globes.
Au lancement de la saison, le programme a établi un nouveau record d'audience pour un premier jour de diffusion pour Apple TV+, films et séries confondues, avec + 50 % de nouveaux téléspectateurs d'une semaine sur l'autre, plus 200 % d’affluence d'un weekend sur l'autre mais aussi le meilleur week-end de lancement d'un programme et 6 fois plus de spectateur qu'au premier épisode de la saison 1 ; ces augmentations ont notamment été observés dans tous les pays d'Amérique du Nord, en Inde, en Russie, au Brésil et en Europe (dont la France),,.

### Réception